# Communauté de communes du Bassin minier Montagne
La communauté de communes du Bassin minier Montagne est une ancienne communauté de communes française, située dans le département du Puy-de-Dôme en région Auvergne-Rhône-Alpes.

## Historique
| Période | Période | Identité         | Étiquette | Qualité                    |
| ------- | ------- | ---------------- | --------- | -------------------------- |
| 2000    | 2014    | André Tapissier  | PS        | Maire de Brassac-les-Mines |
| 2014    | 2016    | Yves-Serge Croze | DVD       | Maire de Brassac-les-Mines |

Le projet de schéma départemental de coopération intercommunale (SDCI) du Puy-de-Dôme, dévoilé le 5 octobre 2015, prévoyait la fusion avec les sept autres communautés de communes du Pays d'Issoire - Val d'Allier Sud (Ardes Communauté moins La Godivelle, Coteaux de l'Allier, Couze Val d'Allier, Issoire Communauté, Lembron Val d'Allier, Pays de Sauxillanges et Puys et Couzes).
À la date du projet, cette fusion devait constituer une intercommunalité peuplée de 54 000 habitants, et composée de 92 communes, dont 44 classées en zone de montagne. À la suite de deux fusions de deux communes (Aulhat-Saint-Privat et Flat formant la commune nouvelle d'Aulhat-Flat ; Nonette et Orsonnette formant Nonette-Orsonnette), ce nombre de communes est ramené à 90.
Adopté en mars 2016, le SDCI ne modifie pas ce périmètre. L'arrêté préfectoral du 6 décembre 2016 prononçant la fusion des huit communautés de communes mentionne le nom de « Agglo Pays d'Issoire ».

## Territoire communautaire

### Géographie
La communauté de communes du Bassin minier Montagne est située dans le sud du département du Puy-de-Dôme, à la frontière entre ce département et la Haute-Loire.

### Composition
| Nom                       | Code Insee | Gentilé       | Superficie (km2) | Population (dernière pop. légale) | Densité (hab./km2) |
| ------------------------- | ---------- | ------------- | ---------------- | --------------------------------- | ------------------ |
| Brassac-les-Mines (siège) | 63050      | Brassacois    | 7,20             | 3 294 (2014)                      | 458                |
| Auzat-la-Combelle         | 63022      | Auzatois      | 12,74            | 2 099 (2014)                      | 165                |
| Champagnat-le-Jeune       | 63079      |               | 9,39             | 135 (2014)                        | 14                 |
| La Chapelle-sur-Usson     | 63088      |               | 6,78             | 65 (2014)                         | 9,6                |
| Esteil                    | 63156      | Esteillois    | 4,55             | 65 (2014)                         | 14                 |
| Jumeaux                   | 63182      | Jumeaudois    | 7,13             | 672 (2014)                        | 94                 |
| Peslières                 | 63277      | Pesliérois    | 6,86             | 70 (2014)                         | 10                 |
| Saint-Jean-Saint-Gervais  | 63367      |               | 14,39            | 121 (2014)                        | 8,4                |
| Saint-Martin-d'Ollières   | 63376      |               | 14,47            | 147 (2014)                        | 10                 |
| Valz-sous-Châteauneuf     | 63442      | Castelvalzois | 5,14             | 54 (2014)                         | 11                 |

### Démographie
| 1968  | 1975  | 1982  | 1990  | 1999  | 2008  | 2013  |
| ----- | ----- | ----- | ----- | ----- | ----- | ----- |
| 8 445 | 8 304 | 7 778 | 6 906 | 6 544 | 6 616 | 6 723 |

| Hommes | Classe d’âge | Femmes |
| ------ | ------------ | ------ |
| 0,5    | 90 ans ou +  | 2,1    |
| 10,1   | 75 à 89 ans  | 16,2   |
| 21,1   | 60 à 74 ans  | 21,3   |
| 20,9   | 45 à 59 ans  | 19,6   |
| 17,8   | 30 à 44 ans  | 15,9   |
| 13     | 15 à 29 ans  | 10,8   |
| 16,5   | 0 à 14 ans   | 14     |

| Hommes | Classe d’âge | Femmes |
| ------ | ------------ | ------ |
| 0,5    | 90 ans ou +  | 1,5    |
| 7      | 75 à 89 ans  | 10,6   |
| 16     | 60 à 74 ans  | 16,6   |
| 20,8   | 45 à 59 ans  | 20,1   |
| 19,5   | 30 à 44 ans  | 18,1   |
| 19     | 15 à 29 ans  | 17,5   |
| 17,1   | 0 à 14 ans   | 15,6   |

## Administration

### Siège
Le siège de la communauté de communes est situé à Brassac-les-Mines dans l'ancien bâtiment administratif du puits Bayard, en face du musée de la mine.

### Élus
La communauté de communes est gérée par un conseil communautaire composé de 31 membres représentant chacune des communes membres et élus habituellement pour une durée de six ans. Ils sont répartis comme suit, :
| Nombre de délégués | Communes |
| ------------------ | --- |
| 9                  | Brassac-les-Mines |
| 5                  | Auzat-la-Combelle |
| 3                  | Jumeaux |
| 2                  | Champagnat-le-Jeune, La Chapelle-sur-Usson, Esteil, Peslières, Saint-Jean-Saint-Gervais, Saint-Martin-d'Ollières, Valz-sous-Châteauneuf |

### Présidence
Le conseil communautaire du 15 avril 2014 a élu son président, Yves-Serge Croze (maire de Brassac-les-Mines), et désigné ses quatre vice-présidents qui sont, :
1. Bernard Coutarel, élu à Jumeaux ;
2. Edwige Gimel, élue à Valz-sous-Châteauneuf ;
3. André Bardy, élu à Champagnat-le-Jeune ;
4. Jean-François Lamoureux, élu à Auzat-la-Combelle.

### Compétences
L'intercommunalité exerce des compétences qui lui sont déléguées par les communes membres.
Les compétences obligatoires sont les suivantes :
- développement économique : aménagement, entretien et gestion des zones d'activité industrielles, commerciales, tertiaires, artisanales et touristiques d'intérêt communautaire (La Plaigne et Mégecoste à Brassac-les-Mines, les Chambettes-Bayard à Auzat-la-Combelle et Brassac-les-Mines, La Matelle et Orléans à Auzat-la-Combelle, aire d'accueil et de pique-nique de la Fressange à Champagnat-le-Jeune) ; actions de développement économique (dont soutien logistique à l'implantation et à la reprise d'activités, opérations programmées en faveur de l'artisanat ou du commerce, coordination des acteurs économiques, accueil, information et promotion touristique), production d'électricité d'énergie éolienne ;
- aménagement de l'espace : mise en œuvre de la politique de pays, SCOT et schéma de secteur, aménagements ruraux, zones d'aménagement concerté, numérisation du cadastre, diagnostic pour l'accessibilité aux personnes handicapées, etc.

Les compétences optionnelles sont les suivantes :
- politique du logement et du cadre de vie (politique du logement social d'intérêt communautaire, opérations programmées en faveur de l'habitat, mise en œuvre d'un programme local de l'habitat, lotissements d'habitation dans les communes de moins de deux cents habitants, gestion d'immeuble locatif pour les personnes âgées non dépendantes) ;
- création, aménagement et entretien de la voirie d'intérêt communautaire (voirie forestière d'intérêt communautaire et accès aux zones d'activités) ;
- protection et mise en valeur de l'environnement ;
- développement et aménagement sportif de l'espace communautaire ;
- actions sociales et services à la population.

Les compétences facultatives sont les suivantes :
- actions de promotion du territoire communautaire ;
- aménagement et gestion des aires d'accueil des gens du voyage ;
- adhésion à différents organismes.

### Régime fiscal et budget
La communauté de communes applique la fiscalité professionnelle unique.
Pour l'exercice 2015, le potentiel fiscal par habitant s'élève à 114,30 euros (potentiel fiscal de 860 606 euros divisé par la population DGF de 7 531 habitants), inférieur à la moyenne départementale (198,51 euros). Les taux d'imposition appliqués sont les suivants : taxe d'habitation 9,40 %, foncier bâti 0,5 %, foncier non bâti 2,78 %, cotisation foncière des entreprises 23,40 %.

### Site officiel
1. 1 2  « Organigrammes » (consulté le 11 décembre 2015).
2. ↑  « Conseil communautaire du 15 avril 2014 » (consulté le 11 décembre 2015).
3. 1 2 3  « Les statuts » (consulté le 11 décembre 2015).

### Autres sources
1. 1 2 3  « Projet de schéma départemental de coopération intercommunale (SDCI) – Département du Puy-de-Dôme » [PDF], Préfecture du Puy-de-Dôme, octobre 2015 (consulté le 6 juillet 2016).
2. 1 2  « Schéma départemental de coopération intercommunale (SDCI) – Département du Puy-de-Dôme » [PDF], Préfecture du Puy-de-Dôme, 30 mars 2016 (consulté le 6 juillet 2016).
3. ↑  Direction des collectivités territoriales et de l'environnement – Bureau du contrôle de légalité – Intercommunalité, « Arrêté prononçant : - la création d'une communauté d'agglomération par fusion des communautés de communes : « Bassin Minier Montagne », « Lembron Val d'Allier », « Ardes-Communauté », « Puys et Couzes », « Issoire-Communauté », « du Pays de Sauxillanges », « des Coteaux de l'Allier », « Couze Val d'Allier » […] à la date du 1er janvier 2017 » [PDF], Recueil des actes administratifs no 63-2016-059, Préfecture du Puy-de-Dôme, 9 décembre 2016 (consulté le 9 décembre 2016), p. 104-124.
4. ↑  « Séries historiques des résultats du recensement - EPCI de La CC du Bassin Minier Montagne (246301139) », Insee (consulté le 6 juillet 2016).
5. ↑  « Chiffres clés Évolution et structure de la population - EPCI de la CC du Bassin Minier Montagne (246301139) », Insee (consulté le 6 juillet 2016).
6. ↑  « Chiffres clés Évolution et structure de la population - Département du Puy-de-Dôme (63) », Insee (consulté le 6 juillet 2016).
7. ↑  Direction des collectivités territoriales et de l'environnement - Bureau du contrôle et de la légalité - Intercommunalité, « ARRÊTÉ no 13/01906 du 27 septembre 2013 constatant le nombre total de sièges que comptera l'organe délibérant de la communauté de communes « Bassin Minier Montagne » ainsi que celui attribué à chaque commune membre lors du prochain renouvellement général des conseils municipaux » [PDF], Recueil des actes administratifs 2013-71, Préfecture du Puy-de-Dôme, 8 octobre 2013 (consulté le 22 mars 2016), p. 3684-3685 (17-18 sur le PDF).

### Sources
- « CC du Bassin Minier Montagne » dans la base BANATIC (page consultée le 11 décembre 2015).